# Sphingonaepiopsis asiatica
Sphingonaepiopsis asiatica ist ein Schmetterling (Nachtfalter) aus der Familie der Schwärmer (Sphingidae).

## Merkmale
Die Falter haben eine Flügelspannweite von 34 Millimetern und sind damit generell etwas größer als Sphingonaepiopsis gorgoniades. Die Vorderflügel sind grünbraun, mit überwiegend grauem Ton. Basal auf den Vorderflügeln befindet sich ein nierenförmiger dunkelbrauner Fleck. Weiter distal befindet sich eine mittig verlaufende Binde, die etwa zwei Millimeter breit ist und die auf Höhe des etwa einen Millimeter großen Diskalflecks ihre Richtung ändert. Vom Apex der Flügelader R2 verläuft eine wellige Linie zur Ader Cu2. Das Ende dieser Linie ist nicht immer deutlich erkennbar, da sie in einem dunklen Bereich am Rand der Flügel zwischen den Adern 1A und Cu2 verschwimmt. Sämtliche dieser Zeichnungselemente sind dunkelbraun auf grauem Hintergrund. Die Hinterflügel sind hellgelb mit grauer Färbung. Der Rand des Hinterflügels von 3A bis R trägt eine auffällig grau gefärbte Binde, die sich zunehmend von 3A ausgehend bis auf etwa zwei Millimeter jenseits von R und Sc verbreitert. Die Hinterflügel tragen auch zwei parallele Linien, die konstant etwa 1 bis 1,5 Millimeter entfernt liegen und die Art deutlich von Sphingonaepiopsis gorgoniades unterscheiden, wo die Linien in Richtung des Analwinkels zusammenlaufen. Der Körper ist 15 bis 18 Millimeter lang und hat eine hellgraue Behaarung. Beidseits des Hinterleibs befindet sich auf den letzten drei, seltener vier Segmenten je ein Paar weißer Flecke. Wie auch bei Sphingonaepiopsis gorgoniades ist die Färbung der Falter sehr variabel, sodass mit Ausnahme der beiden parallel verlaufenden Linien auf den Hinterflügeln keine sicheren äußeren Merkmale zur Artbestimmung vorhanden sind.
Bei den männlichen Genitalien ist der Uncus dreieckig und hat eine abgerundete Spitze. Der Gnathos besitzt nicht wahrnehmbar gekerbte Ränder. Die Valven sind oval und haben eine längs gerichtete Aderung. Charakteristisch für die Art ist der Bau der Harpe auf den Valven. Die von Sphingonaepiopsis asiatica ist ganz in Gegensatz zu der von Sphingonaepiopsis gorgoniades viel massiver und besitzt grobe, dichte Bündel von kegelförmigen Ausstülpungen. Diese Ausstülpungen wurden bisher bei allen Exemplaren gefunden, deren Genitalien untersucht werden konnten und führte letztendlich zur Erstbeschreibung der Art durch Melichar & Řezáč.

## Vorkommen und Lebensweise
Die Art ist bisher nur aus einem sehr kleinen Gebiet an der Grenze des nördlichen Iran und des südlichen Turkmenistan, im Kopet-Dag nachgewiesen worden. Der Lebensraum ist mit dem von Sphingonaepiopsis gorgoniades besiedelten identisch. Es handelt sich dabei um bergige Steppen mit sehr karger Vegetation zwischen 400 und 2000 Metern Seehöhe. Die Falter fliegen von Mitte April bis Mitte Mai, wobei einzelne Falter auch noch Anfang Juni gefunden werden können. Die Präimaginalstadien sind bisher nicht bekannt.

## Belege